# Покола (Оклахома)
Покола (англ. Pocola) — місто (англ. town) в США, в окрузі Лефлор штату Оклахома. Населення — 4255 осіб (2020).

## Географія
Покола розташована за координатами 35°15′6″ пн. ш. 94°28′5″ зх. д. / 35.25167° пн. ш. 94.46806° зх. д. (35.251606, -94.467949).  За даними Бюро перепису населення США в 2010 році місто мало площу 79,33 км², з яких 78,54 км² — суходіл та 0,79 км² — водойми.

## Демографія
Згідно з переписом 2010 року, у місті мешкало 4056 осіб у 1609 домогосподарствах у складі 1121 родини. Густота населення становила 51 особа/км².  Було 1723 помешкання (22/км²).
Расовий склад населення:
| - 84,1 % — білих - 6,9 % — корінних американців - 2,9 % — чорних або афроамериканців - 0,5 % — азіатів |

До двох чи більше рас належало 4,9 %. Частка іспаномовних становила 2,6 % від усіх жителів.
За віковим діапазоном населення розподілялося таким чином: 23,4 % — особи молодші 18 років, 60,8 % — особи у віці 18—64 років, 15,8 % — особи у віці 65 років та старші. Медіана віку мешканця становила 41,2 року. На 100 осіб жіночої статі у місті припадало 95,3 чоловіків;  на 100 жінок у віці від 18 років та старших — 92,7 чоловіків також старших 18 років.
Середній дохід на одне домашнє господарство  становив 46 127 доларів США (медіана — 37 944), а середній дохід на одну сім'ю — 54 070 доларів (медіана — 47 530). Медіана доходів становила 37 964 долари для чоловіків та 27 181 долар для жінок. За межею бідності перебувало 21,8 % осіб, у тому числі 29,2 % дітей у віці до 18 років та 18,3 % осіб у віці 65 років та старших.
Цивільне працевлаштоване населення становило 1445 осіб. Основні галузі зайнятості: освіта, охорона здоров'я та соціальна допомога — 27,8 %, виробництво — 16,1 %, роздрібна торгівля — 11,9 %, мистецтво, розваги та відпочинок — 10,2 %.